# النقوسة
النقوسة بلدية تابعة لدائرة النقوسة ولاية ورقلة تقع بين الرويسات وبلدة أعمر يقطنها حوالي 11000 نسمة 
نقوسة - النقوسة- الموقع تقع انقوسة شمال ولاية ورقلة على بعد 20 كلم تقريبا يحدها شمالا العالية والحجيرة وجنوبا ورقلة وسيدي خويلد وغربا ورقلة وشرقا بلدية حاسي بن عبد الله تقع بين دائرتي عرض (31°-2تا) و(32°-39 ثا شمال وخطوط الطول (4° -45ثا ) و(5 °-44ثا شرقا إداريا لولاية ورقلة تتبع دائرة أنقوسة وبلديتها انبثقت بلدية أنقوسة عن التقسيم الإداري المحدث بموجب القانون رقم 84/09 المؤرخ في 04 فيفري 1984 المتعلق بالتنظيم الإقليمي للبلاد. و باشرت العمل بعد نتائج تنصيب المجلس الشعبي البلدي بتاريخ 19/12/1984 المنبثق عن الانتخابات المحلية ليوم 13/12/1984 ، ثم رقيت إلى مقر دائرة سنة 1991 ، و تتربع بلدية أنقوسة على مساحة قدرها 2740 كلم. السكان يسكن بلدية أنقوسة 16581 نسمة، حسب نتائج الإحصاء العام الخامس للسكان والإسكـان 2008
يبلغ معدل الكثافة السكانية بأنقوسة حوالي 06 نسمة /كلم، يتركز أغلب السكان في التجمع الرئيسي أنقوسة، أما التجمعات الثانوية فالكثافة السكانية ضعيفة جداً نظراً لنقص عدد السكان بها وشساعة المساحة . تتكون بلدية أنقوسة من ثلاث تجمعات رئيسية للسكان وهي : أنقوسة مقر البلدية، البـور، أفـران بالإضافة إلى خمس مناطق ثانوية وهي : الخبنـة، غرس بوغفالة، عقلة لرباع، دبيش، الكم
تواجد الإنسان القديم مند6000 ق م الميلادأما التجمعات السكانية تعود إلى 146ق م في منطقة بوحجر بأنقوسة حيث تمركز فيها البربر الأمازيغ وأعراق أخرى إمتزجو بمرور الزمن وشكلوا نواة مجتمع انقوسة قبل ورقلة بأكثر من40 سنة تحرك سكان انقوسة عبر سبع إقامات عمرانية أكلها الدهر والحروب وآخر تسمية يمكن أن نشير إليها هي (تالة زدوس ) قبل تسمية انقوسة ’ دخلت انقوسة في الإسلام بعد دخول الأمازيغين فيه على يد الفاتح الإسلامي حسان ابن النعمان سنة 82 هـ /701 م هذا لأن السكان شاركوا في محاربة الفاتحين وقاتلوا مع إخوانهم الأمازيغ ضد عقبة ابن نافع ظنا من أنهم غزاة وطامعين، في سنة 880م نزح السكان غربا بعد هجومات الميروقي ( الهدام) عليهم فبنو تجمعا سكانيا كان يسمى تالة زدوس (تالة موسى حاليا ) وبعد قضاء الميروقي على أطرافها نقصت قسماها الوالي الصالح (الشيخ موسى بن عطية منقوصة حسب ما جاء في المخطوط ويؤكده الرحالة العياشي وكذلك ابن خلدون ( نقوصة – نقوسة- مقوصة – منقوصة – إن قوسة) وبلسان أمزيغي تحولت إلى ( إن قوسة ) وتكتب انقوسة N'goussa
في سنة 1000م هاجم الحماديون التجمع السكاني وفي سنة 1010م تحول إلى قصر محاط بسور وفي سنة 1021 م أصبح قصرا حربيا لـ 26 ملكا من مشايخ بابية
وفي سنة 1854م هاجمها الاستعمار الفرنسي ودكها بالمدافع سقطت المملكة سنة 1909 م وواصل الإستعمار الفرنسي حصارها لمدة 104 سنة من 1854 إلى 1958 م وهذا ما يفسر نهضة ورقلة على حساب انقوسة. نظام الحكم القديم فيها الحكم كان مطلقا يتمتع الشيخ ( السلطان ) بجميع الصلاحيات وكانت السلطة مدعمة بقاعدة مجتمعية متجانسة عرقيا ومترابطة سياسيا ولكون السلطة في ورقلة تعيش الصراع الداخلي فهي تخضع لمشيخة بنو بابية ( شيوخ أنقوسة ) على الرغم من تفوقها بشريا وقد استعمل بنو بابية شتى الوسائل لإرغام سلطنة ورقلة وحلفائها على تقبل زعماتهم منها:ا ـ تدعيم شرعية أحقيتهم في الحكم بالتأكيد على نسبهم الشريف المنحدر من حليمة السعدية ـ تطبيق سياسة القوة باعتمادها على قبيلة سعيد عتبة وبني وقين ـ الوضع الاجتماعي : القصور هي قرى والمداشر تكون وحدة جغرافية واقتصادية و عمرانية واجتماعية متشابهة فكل قصر أو مدينة أو قرية تضم بداخلها مجموعة من السكان متقاربين بالجوار والمصاهرة و ربما بالنسب القريب، لذلك فكل وحدة من هذه الوحدات تشكل قصر من القصور له إستقلالية في الأزمات فقصر أنقوسة عبارة عن كتلة واحدة على ربوة يحيط بها خندق واسع يليه أبواب رئيسية بحيث يستطيع هذا القصر التحصن به وصد الغارات وكل قصر يدير شأنه وأمره شيخ يساعده في ذلك الأعيان ورؤساء الأسر والعروش و كبار التجار والملاك و من العادة تكون وظيفة شيخ البلد (البث في النزاعات بين السكان وتوزيع المياه على الأراضي والنخيل ) و في هذا النظام نجد وثيقة تاريخية تعود إلى عام 1842 تعتبر تقريرا تحت رقم 226 - أنقوسة تتشكل من 400 إلى 500 كانون . ويعتبر هذا إحصاء دون ذكر العروش أي أن هناك وحدة اجتماعية كما يدكر دوماس 50إلى200 منزل محاطة بسور خارجي يعلو 05 أمتار بسمك 75 سم بها 04 أبواب وهي باب باعلوش، باب القصبة، باب زغبة، باب باساسي من خلال ذلك يتجلى لنا أبواب القصر وسوره و حتى الارتفاع والعرض لكن نجد تقريرا آخر لدوماس يذكر أن هناك 05 أبواب وهي باب عين زرقة، باب تالموسة، باب العلوشة، باب الزاوية أو الزوارية وهنا بقصد باب زغبة وباب القصبة